# Paula Sedana Schiff-Magnussen
Paula Sedana Schiff-Magnussen, auch Paula Schiff-Elsfleth (* 2. September 1871 in Elsfleth; † April 1962 in Mülheim an der Ruhr) war eine deutsche expressionistische Malerin.

## Leben
Ihre Kindheit verbrachte die jüdische Reederstochter in Elsfleth. Für ihre künstlerische Ausbildung ging sie zunächst nach Worpswede, anschließend nach Düsseldorf. Hier nahm sie bei Willy Spatz Malunterricht. Anschließend siedelte sie nach Berlin und später nach Paris um, wo sie bis zu dessen Tod 1906 Unterricht bei Eugène Carrière nahm. In Worpswede malte sie Landschaften und Bauernstuben und lernte dort Paula Modersohn-Becker kennen. Ihr Werk umfasst mehrere hundert Ölgemälde und Aquarelle mit Motiven von Bäuerinnenporträts, Bauernstuben, Netzflickerinnen, aber auch Backsteinkirchen und Berglandschaften. 1962 verstarb die Künstlerin in Mülheim an der Ruhr.
Sie signierte ihre Arbeiten mit Paula Schiff Elsfleth.

## Werke in Museen
- Stadtmuseum Mülheim
- Kunstsammlung in Obervorschütz